# Servicio civil del Reino Unido
El His Majesty's Civil Service (literalemente, la Servicio Civil de Su Majestad), más conocido simplemente como Civil Service, forma parte de la función pública del Reino Unido. Incluye solamente a los empleados directos de la Corona, es decir, del gobierno central, no a los empleados del Parlamento británico ni de las administraciones locales. Asimismo, los empleados del sector público, como profesores, médicos y enfermeras o policías, etc., tampoco forman parte del Civil Service.
A fecha de 2014, el Civil Service tenía 447 000 empleados, de los cuales 412 000 trabajaban a tiempo completo.